# Stromboli
Stromboli je otok koji se nalazi među Liparskim otocima u Tirenskom moru, južno od Apeninskog poluotoka. Otok je zapravo vulkanski stožac koji strši iz mora 926 metara uvis, površine samo 12,5 km2. Na otoku živi oko 500 stanovnika koji se bave poljoprivredom i ribarstvom. 
Zadnje veće erupcije bile su 2002. godine kada je izlijevanje vulkana prouzrokovalo manji tsunami, a procjenjuje se da je najveći val bio visok 10 metara, te 3. srpnja 2019, s nizom opasnih erupcija izbacivši pepeo visoko u nebo.
Stromboli je također i turistička atrakcija.